# فابیو کاپلو
فابیو کاپلو (به ایتالیایی: Fabio Capello) معروف به دن فابیو (زاده ۱۸ ژوئن ۱۹۴۶) بازیکن پیشین تیم ملی ایتالیا است.برخی او را یکی از بهترین مربیان تاریخ فوتبال می دانند.
کاپلو آمار جالبی دارد. وی موفق شده‌است که در هر باشگاهی که کار کرده، قهرمانی لیگ را با آن تیم کسب کند. وی در طی ۵ سال اول مربیگریش در تیم آ.ث میلان، موفق شد که چهار عنوان قهرمانی لیگ را کسب کند و یک قهرمانی لیگ قهرمانان اروپا را نیز با این تیم با شکست ۴–۰ تیم بارسلونا به‌دست بیاورد. سپس به لیگ اسپانیا رفت و سرمربی تیم رئال مادرید شد و توانست در یکسال زمان خود در این تیم، به قهرمانی لیگ اسپانیا، لالیگا برسد. سپس مجدداً به کشورش برگشت و اینبار سرمربی تیم آ اس رم شد؛ و توانست نخستین قهرمانی تیم رم را بعد از ۱۸ سال برای این تیم به ارمغان بیاورد. همچنین با تیم یوونتوس نیز توانست ۲ قهرمانی لیگ ایتالیا، سری آ برسد. (که البته بعداً بخاطر داستان‌های کالچو پولی، این عنوان‌ها از تیم یوونتوس گرفته شد). وی سپس در سال ۲۰۰۶ مجدداً سرمربیگری تیم رئال مادرید را به‌دست گرفت و توانست در همان یکسال زمانش، پس از ۴ سال، قهرمانی لیگ را برای این تیم اسپانیایی به ارمغان بیاورد. در مجموع وی در ۱۶ سال مربیگریش، توانسته که هفت عنوان قهرمانی لیگ (منهای ۲ عنوانی که با یوونتوس کسب کرد. یعنی با احتساب این دو قهرمانی، در مجموع ۹ قهرمانی) را در کارنامه موفق خود داشته باشد و یکی از معدود مربیان تاریخ است که توانسته با ۴ تیم مختلف و بزرگ، قهرمانی لیگ را به‌دست بیاورد.
وقتی در دسامبر ۲۰۰۷ شایعه شد که کاپلو سرمربی تیم ملی انگلیس خواهد شد، وی اعلام کرد که این آخرین فعالیت وی در عرصه مربیگری است. به هر حال کاپلو در ژانویه سال ۲۰۰۸ به این مقام دست پیدا کرد و پس از ناکامی در جام جهانی ۲۰۱۰، اعلام شد که قرار دادش تا سال ۲۰۱۲ تمدید شده‌است و از سال ۲۰۱۲ سرمربی تیم ملی فوتبال روسیه می‌باشد.

## دوران بازی

### اسپال
کاپلو ابتدا در تیم جوانان محله اسپال به بازی می‌پرداخت. جایی که پدرش مربی وی بود. در دومین سال بازیش در تیم باشگاهی، وی به تیمش کمک کرد تا لیگ جوانان ایتالیا را کسب کند. در سال‌ها 66-1965 وی به یکی از مهم‌ترین بازیکنان تیمش تبدیل شد و به تیمش کمک کرد تا به لیگ دسته ۲ کشور ایتالیا نرود.

## تیم ملی
وی همچنین در این زمان به تیم ۲۳ سال ایتالیا نیز دعوت شد. به هر حال مصدومیت زانوی چپش باعث شد که وی تنها در ۱۶ بازی بتواند برای تیمش بازی کند.

### آ اس رم
در سال ۱۹۶۷، فابیو جوان به تیم اصلی رم پیوست و به یکی از مهره‌های کلیدی تبدیل شد و به تیمش کمک کرد تا در حالیکه ۸ هفته از لیگ گذشته بود، در صدر جدول باشند. اما با بازگشت مصدومیت قبلیش، وی ادامه فصل را از دست داد و رم نیز فصل را در رده ۱۰ به پایان رساند و تنها ۵ امتیاز با تیم سقوط‌کننده فاصله داشت. در سال بعد و با آمدن مربی جدید، کاپلو توانست که ۶ گل برای تیمش بزند و اولین جام خود را کسب کند که جام حذفی ایتالیا بود. هر چند تیم در رده ۸ جدول قرار گرفت.

### یوونتوس و آث میلان
سپس در دهه ۷۰ وی به تیم یوونتوس پیوست که بهترین تیم آن زمان ایتالیا بود. وی با این تیم به ۳ عنوان قهرمانی لیگ ایتالیا رسید و سپس به میلان رفت و دوران بازیش را در این تیم در حالی به پایان رساند که موفق شد در این تیم به چهارمین عنوان قهرمانی خود در لیگ برسد.

### تیم ملی
کاپلو ۳۲ بازی برای تیم ملی کشورش انجام داد که مهمترینش، بازی در ومبلی در مقابل تیم ملی انگلیس بود که وی گل پیروزی بخش ایتالیا را زد. پیروزی که برای اولین بار برای ایتالیا در مقابل انگلیس رقم خورد. (در سال ۱۹۷۳). خود فابیو نیز آن بازی را بهترین بازی دوران فوتبال خود می‌داند.

## دوران مربیگری

### نخستین دوره مربیگری در آث میلان

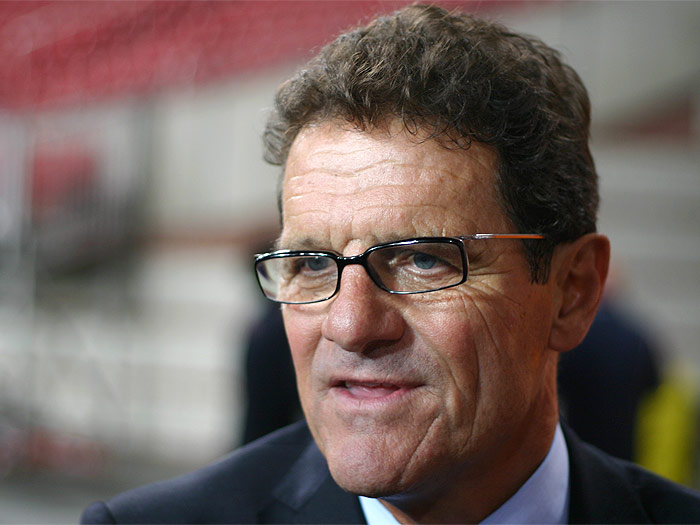
کاپلو به عنوان سرمربی تیم ملی انگلستان در سال ۲۰۰۹

اولین تجربه مربیگری کاپلو، در فصل ۸۷–۱۹۸۶ رقم خورد و وی در ۵ بازی آخر تیم در لیگ، مربی این تیم بود. البته بعد از پایان این فصل، وی جایش را به آریگو ساکی داد اما باز هم در تیم مربیگری بود.
کاپلو در دومین زمان مربیگری خود در اوایل دهه ۹۰، مجدد سرمربی تیم میلان شد و اینبار وی جایگزین ساکی شد. وی یکی از بهترین دوران مربیگری خود را سپری کرد و توانست با بازیکنان بزرگی چون مارکو فان باستن، رود گولیت، پائولو مالدینی و فرانکو بارزی به ۴ عنوان قهرمانی لیگ در طی ۵ سال برسد. آن تیم رؤیایی میلان به تیم «شکست ناپذیران» معروف شده بود. آن‌ها رکورد جالبی داشتند و موفق شدند تا از می ۱۹۹۱ تا مارس ۱۹۹۳ و در طی ۵۸ بازی سری آ بدون شکست بمانند.
در سال ۱۹۹۴، کاپلو با شیوه معروف خود توانست تیمش با فینال لیگ قهرمانان اروپا برساند جایی که میلان موفق شد در یک بازی فراموش نشدنی با ۴ گل تیم بارسلونا را در هم بشکند و قهرمان اروپا شود. در سال ۱۹۹۵ نیز میلان قهرمانی لیگ را نتوانست به‌دست بیاورد و به ۴ سال قهرمانی مداوم خود در لیگ پایان داد و پس از ان کاپلو به قرارداد خود با این تیم خاتمه داد. اسکار تاوارز اروگوئه‌ای در حالی جایگزین وی شد که تنها پس از چند بازی، از تیم مبلان اخراج شد.

### نخستین دوره مربیگری در رئال مادرید
پس از دوران موفق در میلان، فابیو به تیم رئال مادرید اسپانیا پیوست جاییکه وی در تیم خود بزرگانی چون داور سوکر، پدراگ میاتوویچ و رائول گونزالس را داشت. کاپلو با وجود آنکه معروف بود که تیمش را دفاعی می‌چیند، در این سال با ۳ مهاجم بازی می‌کرد. وی توانست در همین ۱ فصل زمانی که داشت، قهرمانی لالیگا را برای رئال مادرید به‌دست بیاورد.
کاپلو بازیکنایی چون روبرتو کارلوس و کلارنس سیدورف را به رئال مادرید داد که از عوامل قهرمانی رئال در لیگ قهرمانان چند سال بعد بودند.

### دومین دوره مربیگری در آث میلان
با وجود آنکه فابیو با مدیران تیم لاتزیو به توافق رسیده بود، به تیم میلان مجدداً برگشت جایی که فصلی کابوس‌وار را تجربه کرد. با توجه به رفتن بسیاری از بازیکنان دوره قبل و خداحافظی بازیکنانی دیگر با دنیای بازیگری و آمدن بازیکنان جدید که چندان کارآمد نبودند، کاپلو و تیمش تنها ۱۱ بازی را در تمام فصل بردند و در پایان فصل در رده ۱۰ جدول قرار گرفتند و با قهرمان آن فصل، یوونتوس، ۳۰ امتیاز فاصله داشتند. آن‌ها در آن فصل دو شکست تحقیرآمیز ۴–۱ در برابر یوونتوس و ۵–۰ در برابر رم را تجربه کردند.
پس از این وضعیت، کاپلو مربیگری را برای مدتی کنار گذشت و به یکی از خبرنگاران گفته بود که «در ساحل استراحت می‌کنم و به فوتبال فکر می‌کنم». وی همچنین در تلویزیون ایتالیا به عنوان مفسر، بازی‌های کوپا آمریکای سال ۱۹۹۹ را تفسیر می‌کرد.
وی همچنین در تلویزیون ایتالیا به عنوان مفسر، بازی‌های کوپا آمریکای سال ۱۹۹۹ را تفسیر می‌کرد.

### آ اس رم
در سال ۱۹۹۹ و بعد از استراحت، کاپلو به عنوان مربی تیم رم انتخاب شد. تیمی که وی ۳۰ سال پیش و به عنوان بازیکن به آن رفته بود. بعد از آمدن کاپلو، فرانکو سنسی مالک باشگاه آ اس رم، دربارهٔ وی گفته بود «کاپلو یک برنده است و من به وی اعتقاد کامل دارم». کاپلو تلاش کرد تا در آن زمان، رود ون نیستلروی را به تیم بیاورد که با توجه به مصدومیت این بازیکن، این انتقال منتفی شد. کاپلو در اولین فصل مربیگریش در رم، در رده ۶ جدول قرار گرفته و در جام اروپا هم توسط تیم لیدز یونایتد از گردونه رقابت‌ها حذف شدند. با توجه به اینکه تیم رقیب، یعنی لاتزیو به عنوان قهرمانی لیگ رسیده بود، این عنوان برای رمی‌ها اصلاً جالب نبود.
پیشرفت رم از سال ۲۰۰۱ آغاز شد جاییکه تیم موفق به کسب عنوان قهرمانی لیگ شد. آن‌ها والتر ساموئل را برای تقویت دفاع خود و گابریل باتیستوتا را برای تقویت خط حمله خود جذب کرده بودند. هرچند از مبلغ انتقال باتیستوتا انتقاد می‌شد اما وی گل‌های بسیار مهمی را برای رم به ثمر رساند. فصل به نظر فصل دشواری می‌آمد چراکه هواداران رم از وضعیت تیم در سال قبل اصلاً راضی نبودند و بارها با خشونت خود، برای بازیکنان مشکل ایجاد کردند و کار بجایی رسید که کاپلو استعفا داد هرچند که پذیرفته نشد. اما با آماده شدن هافبک برزیلی تیم امرسون، وضعیت تیم بهبود چشم‌گیری پیدا کرد و تیم توانست با برد ۳–۰ برابر تیم پارما، بعد از ۱۸ سال قهرمان لیگ شود و به همین دلیل در آن بازی، هواداران رم از شدت خوشحالی، به درون ورزشگاه آمدند.
بعد از این قهرمانی، سر الکس فرگوسن، سرمربی محبوب تیم منچستر یونایتد، اعلام کرد که می‌خواهد بازنشسته شود و کاپلو را بهترین جانشین خود می‌داند. کاپلو نیز با بیان اینکه «به فوتبال انگلیس علاقه دارم و دوست دارم تا در آنجا مربیگری کنم» به شایعات دامن زد. همه چیز به نظر می‌رسد مهیا شده‌است تا کاپلو جانشین فرگوسن شود اما فرگوسن نظرش را تغییر داد و قرار دادش را با منچستر تمدید کرد.

### یوونتوس
در سال ۲۰۰۴، کاپلو به تیم یوونتوس پیوست و در اولین اقدام، امرسون را به تیم جدیدش آورد و توانست دو اسکودتوی بعدی را برای این تیم به‌دست بیاورد. اما بعد از اتفاقات و مسائل کالچو پولی، این دو قهرمانی از یووه گرفته شد و این تیم به لیگ ۲ ایتالیا سقوط کرد. پس از این اتفاق کاپلو در سال ۲۰۰۶ استعفا داد و مجدداً به رئال مادرید پیوست. بعد از این اتفاق، بازیکنانی چون دل پیرو از این حرکت کاپلو انتقاد کردند که یوونتوس را در این وضعیت تنها می‌گذارد هرچند که بازیکنانی مانند امرسون و فابیو کاناوارو راه کاپلو را پی گرفتند و به رئال مادرید پیوستند.

### دومین دوره مربیگری در رئال مادرید

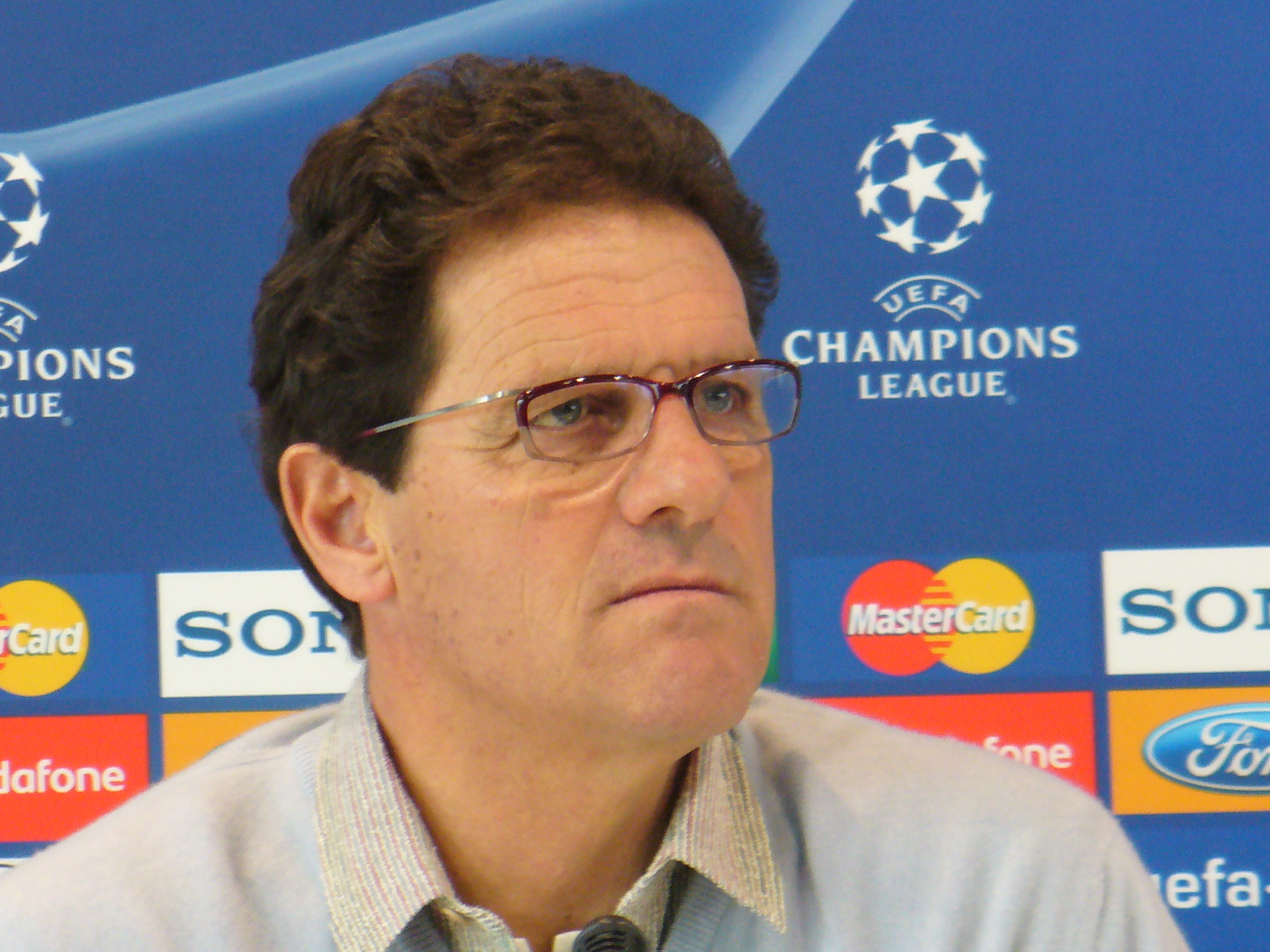
کاپلو به عنوان سرمربی تیم رئال مادرید

احتمالاً زمان دومین حضور کاپلو در رئال مادرید، پرچالش‌ترین زمان مربیگری وی بوده‌است. جایی که هواداران از آمدن وی بخاطر سبک دفاعیش اصلاً راضی نبودند و کاپلو در پاسخ گفته بود که « نتیجه گرفتن، بسیار مهم تر از زیبا بازی کردن است». وی کار سختی را در رئال مادرید داشت چراکه رئال ۴ سال بود که هیچ جامی نبرده بود. کاپلو در اسپانیا به «دون فابیو» معروف شده بود. کاپلو در رئال با چند بازیکن دچار مشکل بود. بازیکنانی چون دیوید بکهام بخاطر قراردادهای تبلیغاتی که داشت یا رونالدویی که وزنش بسیار بیشتر از حد معمول بود. همچنین کاپلو مجدداً تلاش خود را برای آرام کردن آنتونیو کاسانو آغاز کرده بود. تلاشی که کاپلو در رم هم آن را انجام می‌داد.
در مارس ۲۰۰۷، رئال بازهم خیلی زود از گردونه رقابت‌های لیگ قهرمانان حذف شد در لیگ هم با ۶ امتیاز اختلاف با بارسا، در رده ۴ جدول قرار گرفته بود و مسئولان این تیم مجبور شدند تا شایعه استعفای کاپلو را تکذیب کنند.
با وجود این شرایط، کاپلو دو بار بکهام را به تیم فراخواند. این تصمیم، تصمیم درستی بود و بکهام به کمک تیمش آمد. رئال در نیم فصل دوم نتایج بهتری کسب کرد و از معدود امتیازاتی که تیم بارسلونا از دست می‌داد، استفاده می‌کرد و در مجموع تیم توانست در هفته آخر در یک بازی دراماتیک، تیم مایورکا را در حالی شکست دهد که تیم با یک گل عقب افتاده بود و بکهام مصدوم شد. اما با این وجود، خوزه آنتونیو ریس، آن شب ستاره کاپلو شد و توانست ۲ گل بزند تا به همراه دیگر گل محمد دیارا رئال با نتیجه ۳–۱ به پیروزی برسد و قهرمان لیگ شود. با وجود این قهرمانی، مسئولان رئال به بهانه بازی‌های دفاعی کاپلو، وی را از تیم اخراج کردند.

### تیم ملی انگلیس
پس از برکناری استیو مک لارن از تیم ملی انگلیس، نام کاپلو در کنار افرادی چون خوزه مورینیو، مارچلو لیپی و مارتین اونیل به عنوان نامزدان سرمربیگری تیم ملی انگلیس اعلام شد. پس از آنکه مورینو اعلام کرد علاقه‌ای به مربیگری در تیم ملی انگلیس ندارد، رسانه ها توجه خود را بر روی کاپلو گذاشتند و پس از آنکه افرادی چون سر الکس فرگوسن، رافائل بنیتز و آرسن ونگر از وی حمایت کردند، وی در ژانویه ۲۰۰۸، قراردادی ۴ سال و نیم با دستمزد سالانه ۶ میلیون دلار با تیم ملی انگلیس بست واعلام کرد که این آخرین تیمی است که مربیگری آن را به عهده خواهد داشت. کاپلو با استقبال شدید هواداران و منتقدین انگلیسی به این تیم پیوست که یکی از دلایل آن، اعتقادش به نظم بود که می‌توانست ستارگان انگلیس را به یک تیم متحد تبدیل کند.
کاپلو انگلیس را با کسب ۹ پیروزی از ۱۰ مسابقه به جام جهانی آفریقای جنوبی برد.

#### بازی‌های دوستانه

##### ۲۰۰۸
کاپلو اولین بازی خود به عنوان مربی انگلیس را در مقابل تیم سوئیس تجربه کرد. اولین نکته جالب این بازی، بازی ندادن کاپلو به دیوید بکهام بود که چند ماهی از تیم ملی دور بود و می‌خواست تا ۱۰۰مین بازی ملیش را انجام دهد. همچنین بحث کاپیتانی، نکته بعدی بود که بعد از کلی صحبت، کاپلو بازوبند را به جرارد داد. بازوبندی که بارها دست به دست شد.
کاپلو در اولین بازی خود در مقابل تیم سوئیس، موفق شد با نتیجه ۲–۱ به پیروزی برسد. در حالی این پیروزی به‌دست آمد که هوادارن تیم ملی انگلیس، از کاپلو استقبال گرمی‌کرده بودند.
در دومین بازیف کاپلو به مصاف تیم ملی فرانسه رقت. کاپلو بالاخره به بکهام بازی داد و بازوبند کاپیتانی را به فردیناند سپرد. انگلیس در آن بازی با پنالتی ریبری، با ۱ گل شکست خورد تا کاپلو اولین شکست خود را به عنوان سرمربی یک تیم ملی، متحمل شود. در سومین بازی نیز کاپلو در مقابل آمریکا قرار گرفت و تیم ملی انگلیس با کاپیتانی تری، توانست با ۲ گل به پیروزی برسد.
در می ۲۰۰۸، کاپلو، بکهام را در بازی برابر تیم ترینیداد و توباگو به عنوان کاپیتان انتخاب کرد. اتفاقی که از بعد از جام جهانی ۲۰۰۲ رخ نداده بود. انگلیس این بازی را با ۳ گل به سود خود به پایان برد. در اوت کاپلو اعلام کرد که تری باز هم کاپیتان تیم ملی خواهد شد در بازی در برابر تیم جمهوری چک که بازی ۲–۲ مساوی شد.
همچنین کاپلو توانست ۲–۱ تیم ملی آلمان را در کشورش شکت دهد که این اتفاق ۳۰ سال بود که برای انگلیسی‌ها رخ نداده بود.

##### ۲۰۰۹
در این سال تیم ملی انگلیس ۴ بازی دوستانه داشت. ابتدا آن‌ها با دو گل از اسپانیا که قهرمان اروپا شده بود، شکست خوردند و سپس با ۴ گل اسلوونی را شکست دادند. همچنین آن‌ها بازی ۲–۰ باخته را در برابر هلند را ۲–۲ مساوی کردند و سر انجام در بازی مجدد در برابر اسلوونی با نتیجه ۲–۱ پیروز شدند.

##### ۲۰۱۰
در این سال انگلیس ابتدا ۳–۱ مصر را شکست داد که قهرمان آفریقا شده بود و در آخرین بازی خانگی قبل از جام جهانی، با همین نتیجه تیم مکزیک را شکست دادند. سپس آن‌ها ژاپن را با نتیجه ۲–۱ در حالی بردند که هر دو گل انگلیس را ژاپنی‌ها به خودشان زده بودند.
پس از آنکه شایعه شده که وی به تیم اینتر میلان خواهد پیوست، وی اعلام کرد که حداقل تا سال ۲۰۱۲ در تیم ملی انگلیس خواهد ماند.

#### جام جهانی
کاپلو در نخستین بازی خود در جام جهانی، با نتیجه مساوی ۱–۱ در مقابل آمریکا به تساوی رسید. بعد از این بازی بود که کاپلو از توپ رقابت‌ها شکایت کرد و ان را «غیر قابل کنترل» خواند. انگلیسی‌ها در بازی بعدی خود بسیار نا امیدکننده ظاهر شدند و در مقابل تیم نه چندان مطرح تیم ملی فوتبال الجزایر به نتیجه‌ای بهتر از تساوی ۰–۰ نرسیدند. بعد از این بازی انتقادات از تیم ملی انگلیس و کاپلو اوج گرفت و آن‌ها در آستانه حذف در دور مقدماتی قرار گرفتند. انگلیس در بازی سوم خود سرانجام به برد رسید و با نتیجه ۱–۰ تیم اسلونی را شکست داد و به دور بعد راه یافت هر چند که در مرحله بعد، آن‌ها با شکست سنگین ۴–۱ در برابر آلمان، از گردونه رقابت‌ها، حذف شدند.
بعد از حذف از این رقابت‌ها، مسئولان فوتبال انگلیس اعلام کردند که کاپلو با وجود ضعیف بودن عملکرد تیم در جام جهانی، به عنوان سرمربی تیم ملی انگلیس باقی خواهد ماند.

#### استعفا
کاپلو پس از تصمیم اتحادیه فوتبال انگلستان مبنی بر برکناری جان تری از کاپیتانی تیم ملی فوتبال انگلستان که منجر به اختلاف آن‌ها شده بود از سرمربی‌گری تیم فوتبال انگلستان استعفا کرد.

### تیم ملی روسیه
بعد از تیم ملی انگلیس او به تیم ملی روسیه پیوست و توانست این تیم را به جام جهانی برساند.

### تیم فوتبال جیانگسو سونینگ
فابیو کاپلو که در تابستان ۲۰۱۷ هدایت باشگاه فوتبال جیانگسو سونینگ چین را پذیرفته بود، به دلیل کسب نتایج ضعیف از مربیگری برکنار شد. کاپلو که چند ماه بیشتر نبود هدایت این باشگاه چینی که مالکانش در واقع همان مالکان باشگاه اینتر  بودند را پذیرفت و این باشگاه را با قرار دادن در رده 12 جدول از سقوط نجات داد ولی اوضاع برای او در آن فصل خوب پیش نرفت.و مدیران این تیم مجبور شدند کاپلو را اخراج کنند و این آخرین باری بود که هدایت یک تیم را بر عهده میگرفت،و بعد از این برکناری اعلام بازنشستگی کرد و این پایان تلخی بود برای دوران مربیگری او.

## زندگی شخصی
کاپلو در سال ۱۹۴۶ در خانواده‌ای کاتولیک و کاملاً مذهبی به دنیا آمد. والدینش معلم مدرسه بودند و عمویش بازیکن فوتبال. فابیو کاپلو اکثر دوران زندگی خود را صرف ورزش و فوتبال کرده‌است. کاپلو با همسرش لورا در یک اتوبوس و زمانی‌که جوان بود آشنا شده بود. یعنی بیش از ۴۰ سال پیش. کاپلو دارای عقاید جالبی است و بارها بخاطر بیان عقایدش، دچار مشکل شده‌است. مثلاً حمایتش از فرانسیسکو فرانکو. در سال ۲۰۰۸ نیز پلیس ایتالیا اعلام کرد که در مورد فرار از مالیات، در مورد کاپلو در حال تحقیق است.
همچنین کاپلو اعلام کرده‌است که به هنر علاقه زیادی دارد. وی تاکنون کلکسیون‌های زیادی را جمع‌آوری کرده‌است و گفته می‌شود که ارزش کارهای هنری که وی دارد، بیش از ۱۷ میلیون پوند است. واسیلی کاندینسکی هنرمند مورد علاقه کاپلو است.

## وضعیت بازی

### بازیکن
| باشگاهی | باشگاهی    | باشگاهی | لیگ  | لیگ                                | جام              | جام              | سایر جام‌ها | سایر جام‌ها | قاره  | قاره  | مجموع | مجموع |
| فصل     | باشگاه     | لیگ     | بازی | گل                                 | بازی             | گل               | بازی       | گل         | بازی  | گل‌    | بازی  | گل‌    |
| ایتالیا | ایتالیا    | ایتالیا | لیگ  | لیگ                                | جام حذفی ایتالیا | جام حذفی ایتالیا | لیگ کاپ    | لیگ کاپ    | اروپا | اروپا | مجموع | مجموع |
| ------- | ---------- | ------- | ---- | ---------------------------------- | ---------------- | ---------------- | ---------- | ---------- | ----- | ----- | ----- | ----- |
| 1964–65 | اسپال      | سری ب   | ۴    | ۰                                  |                  |                  |            |            |       |       |       |       |
| 1965–66 | اسپال      | سری آ   | ۲۰   | ۱                                  |                  |                  |            |            |       |       |       |       |
| ۱۹۶۶–۶۷ | اسپال      | سری آ   | ۱۶   | ۲                                  |                  |                  |            |            |       |       |       |       |
| 1967–68 | آ اس رم    | سری آ   | ۱۱   | ۱                                  |                  |                  |            |            |       |       |       |       |
| ۱۹۶۸–۶۹ | آ اس رم    | سری آ   | ۲۵   | ۶                                  |                  |                  |            |            |       |       |       |       |
| ۱۹۶۹–۷۰ | آ اس رم    | سری آ   | ۲۶   | ۴                                  |                  |                  |            |            |       |       |       |       |
| 1970–71 | یوونتوس    | سری آ   | ۲۷   | ۵                                  |                  |                  |            |            |       |       |       |       |
| ۱۹۷۱–۷۲ | یوونتوس    | سری آ   | ۲۹   | ۹                                  |                  |                  |            |            |       |       |       |       |
| ۱۹۷۲–۷۳ | یوونتوس    | سری آ   | ۲۷   | ۳                                  |                  |                  |            |            |       |       |       |       |
| ۱۹۷۳–۷۴ | یوونتوس    | سری آ   | ۲۷   | ۴                                  |                  |                  |            |            |       |       |       |       |
| ۱۹۷۴–۷۵ | یوونتوس    | سری آ   | ۲۸   | ۳                                  |                  |                  |            |            |       |       |       |       |
| ۱۹۷۵–۷۶ | یوونتوس    | سری آ   | ۲۷   | ۳                                  |                  |                  |            |            |       |       |       |       |
| 1976–77 | آ.ث. میلان | سری آ   | ۲۶   | ۱                                  |                  |                  |            |            |       |       |       |       |
| ۱۹۷۷–۷۸ | آ.ث. میلان | سری آ   | ۲۸   | ۳                                  |                  |                  |            |            |       |       |       |       |
| ۱۹۷۸–۷۹ | آ.ث. میلان | سری آ   | ۸    | ۰                                  |                  |                  |            |            |       |       |       |       |
| ۱۹۷۹–۸۰ | آ.ث. میلان | سری آ   | ۳    | ۰                                  |                  |                  |            |            |       |       |       |       |
| مجموع   | ایتالیا    | ایتالیا | 332  | ۴۵\|\|\|\|\|\|\|\|\|\|\|\|\|\|\|\| |                  |                  |            |            |       |       |       |       |
| کل دوره | کل دوره    | کل دوره | 332  | ۴۵\|\|\|\|\|\|\|\|\|\|\|\|\|\|\|\| |                  |                  |            |            |       |       |       |       |

### مربی
آخرین زمان به روز رسانی: جون ۲۰۱۴
| ایتالیا  | آ.ث. میلان  | ۱۹۹۱  | ۱۹۹۶  | ۱۷۰ | ۹۷  | ۵۷  | ۱۶ | ۰۵۷ |
| اسپانیا  | رئال مادرید | ۱۹۹۶  | ۱۹۹۷  | ۴۲  | ۲۷  | ۱۱  | ۴  | ۰۶۴ |
| ایتالیا  | آ.ث. میلان  | ۱۹۹۷  | ۱۹۹۸  | ۳۴  | ۱۱  | ۱۱  | ۱۲ | ۰۳۲ |
| ایتالیا  | آ اس رم     | ۱۹۹۹  | ۲۰۰۴  | ۱۷۰ | ۸۹  | ۵۲  | ۲۹ | ۰۵۲ |
| ایتالیا  | یوونتوس     | ۲۰۰۴  | ۲۰۰۶  | ۷۶  | ۵۳  | ۱۸  | ۵  | ۰۷۰ |
| اسپانیا  | رئال مادرید | ۲۰۰۶  | ۲۰۰۷  | ۵۰  | ۲۸  | ۱۲  | ۱۰ | ۰۵۶ |
| انگلستان | انگلیس      | ۲۰۰۸  | ۲۰۱۲  | ۴۲  | ۲۸  | ۸   | ۶  | ۰۶۷ |
| روسیه    | روسیه       | ۲۰۱۲  |       | ۲۸  | ۱۹  | ۷   | ۲  | ۰۶۸ |
| مجموع    | مجموع       | مجموع | مجموع | ۵۷۱ | ۳۲۵ | ۱۶۵ | ۸۱ | ۰۵۷ |

## افتخارات

### بازیکن

#### آ اس رم
- جام حذفی ایتالیا: ۱ بار | سال ۶۹–۱۹۶۸

#### یوونتوس
- سری آ ایتالیا: ۳ بار | سال‌های ۷۵-۱۹۷۴ - ۷۳-۱۹۷۲ - ۷۲-۱۹۷۱

#### آ ث میلان
- سری آ ایتالیا: ۱ بار | سال ۷۹–۱۹۷۸
- جام حذفی ایتالیا: ۱ بار | سال ۷۷–۱۹۷۶

### سرمربی

#### ا ث میلان
- سری آ ایتالیا: ۴ بار | سال‌های ۹۶-۱۹۹۵ - ۹۴-۱۹۹۳ - ۹۳-۱۹۹۲ - ۹۲-۱۹۹۱
- سوپر کاپ ایتالیا: ۳ بار | سال‌های ۱۹۹۴ - ۱۹۹۳ - ۱۹۹۲
- لیگ قهرمانان اروپا: ۱ بار | سال ۹۴–۱۹۹۳
- سوپر کاپ اروپا: ۱ بار | سال ۱۹۹۴

#### آ اس رم
- سری آ ایتالیا: ۱ بار | سال ۰۱–۲۰۰۰
- جام حذفی ایتالیا: ۱ بار | سال ۲۰۰۱

#### یوونتوس
- سری آ ایتالیا: ۲ بار | سال‌های ۰۵-۲۰۰۴ - ۰۶-۲۰۰۵ (پس گرفته شدند)

#### رئال مادرید
- لالیگا: ۲ بار | سال‌های ۰۷-۲۰۰۶ - ۹۷-۱۹۹۶

### شخصی
- مربی سال لیگ ایتالیا: ۱ بار | سال ۲۰۰۵
- شخصیت ورزشی سال و مربی سال از طرف بی‌بی‌سی: ۱ بار | سال ۲۰۰۹